# Campeonato Sul-Matogrossense 2021
El Campeonato Sul-Matogrossense de Fútbol 2021 fue la 43.ª edición de la primera división de fútbol del estado de Mato Grosso do Sul. El torneo fue organizado por la Federação de Futebol de Mato Grosso do Sul (FFMS). El torneo comenzó el 28 de febrero y finalizó el 23 de mayo. Costa Rica EC logró su primer título estadual tras ganar el hexagonal final.

## Sistema de juego

### Primera fase
Los 10 equipos, son divididos en dos grupos de 5 cada uno. Los clubes se enfrentan en partidos de ida y vuelta, haciendo así 10 fechas en total. Una vez terminada la primera fase, los tres primeros de cada grupo avanzan a un hexagonal final.
El último de cada grupo desciende a la Segunda División.

### Segunda fase
Los 6 equipos se enfrentan en partidos de ida y vuelta, haciendo así 10 fechas en total. Una vez concluido, el equipo con mayor puntaje se consagrará campeón.

### Clasificaciones
- Copa de Brasil 2022: Clasifica únicamente el campeón.
- Serie D 2022: Clasifica el mejor equipo que no disputa ni la Serie A, Serie B o Serie C.
- Copa Verde 2022: Clasifica únicamente el campeón.

## Equipos participantes
| Equipo        | Ciudad          | Estadio         | Capacidad | Posición 2020      | Títulos (último) |
| ------------- | --------------- | --------------- | --------- | ------------------ | ---------------- |
| Águia Negra   | Rio Brilhante   | Ninho d'Águia   | 8000      | Campeón            | 4 (2020)         |
| Aquidauanense | Aquidauana      | Noroeste        | 5000      | 2.º                | 0                |
| Comercial     | Campo Grande    | Morenão         | 24 500    | 4.º                | 9 (2015)         |
| Costa Rica    | Costa Rica      | Laertão         | 5000      | 6.º                | 0                |
| Dourados      | Dourados        | Douradão        | 30 000    | 1.º (2.ª división) | 0                |
| Novo          | Campo Grande    | Jacques da Luz  | 24 500    | 4.º (2.ª división) | 0                |
| Operário      | Campo Grande    | Morenão         | 24 500    | 5.º                | 11 (2018)        |
| SERC Chapadão | Chapadão do Sul | Estadio da SERC | 7000      | 3.º                | 2 (2003)         |
| Três Lagoas   | Três Lagoas     | Madrugadão      | 6000      | 2.º (2.ª división) | 0                |
| União ABC     | Campo Grande    | Jacques da Luz  | 24 500    | 3.º (2.ª división) | 0                |

| Crecimiento | Equipos provenientes del Campeonato Sul-Matogrossense de Segunda División 2020. |

## Primera fase

### Grupo A
| Pos. | Equipo        | Pts. | PJ | G | E | P | GF | GC | Dif. | Clasificación          |
| ---- | ------------- | ---- | -- | - | - | - | -- | -- | ---- | ---------------------- |
| 1    | Dourados      | 18   | 8  | 6 | 0 | 2 | 17 | 8  | +9   | Hexagonal final.       |
| 2    | Aquidauanense | 16   | 8  | 5 | 1 | 2 | 13 | 4  | +9   | Hexagonal final.       |
| 3    | Operário      | 12   | 8  | 4 | 0 | 4 | 19 | 11 | +8   | Hexagonal final.       |
| 4    | Águia Negra   | 11   | 8  | 3 | 2 | 3 | 16 | 13 | +3   |                        |
| 5    | Novo          | 1    | 8  | 0 | 1 | 7 | 2  | 31 | −29  | Descenso de categoría. |

Actualizado a los partidos jugados el 15 de abril de 2021.
 Fuente: 
Criterios de clasificación: 1) Puntos; 2) Partidos ganados; 3) Diferencia de gol; 4) Goles anotados; 5) Enfrentamiento directo entre los equipos en cuestión; 6) Segundo enfrentamiento.

#### Fixture
- La hora de cada encuentro corresponde al huso horario correspondiente al Estado de Mato Grosso del Sur (UTC-4).

| Dourados      | 1 - 0    | Aquidauanense | Douradão      | 28 de febrero | 16:00    |          |
| Águia Negra   | 1 - 1    | Novo          | Ninho d'Águia | 28 de febrero | 18:00    |          |
| Equipo Libre: | Operário | Operário      | Operário      | Operário      | Operário | Operário |

| Novo          | 0 - 3         | Dourados      | Jacques da Luz | 6 de marzo    | 15:00         |               |
| Operário      | 3 - 4         | Águia Negra   | Morenão        | 17 de marzo   | 15:00         |               |
| Equipo Libre: | Aquidauanense | Aquidauanense | Aquidauanense  | Aquidauanense | Aquidauanense | Aquidauanense |

| Aquidauanense | 1 - 0       | Novo        | Noroeste    | 13 de marzo | 15:00       |             |
| Dourados      | 2 - 1       | Operário    | Douradão    | 14 de marzo | 15:00       |             |
| Equipo Libre: | Águia Negra | Águia Negra | Águia Negra | Águia Negra | Águia Negra | Águia Negra |

| Dourados      | 3 - 2 | Águia Negra   | Douradão | 21 de marzo | 9:00  |      |
| Operário      | 1 - 0 | Aquidauanense | Morenão  | 21 de marzo | 15:00 |      |
| Equipo Libre: | Novo  | Novo          | Novo     | Novo        | Novo  | Novo |

| Águia Negra   | 1 - 1    | Aquidauanense | Ninho d'Águia | 6 de marzo  | 17:00    |          |
| Novo          | 1 - 8    | Operário      | Morenão       | 29 de marzo | 15:00    |          |
| Equipo Libre: | Dourados | Dourados      | Dourados      | Dourados    | Dourados | Dourados |

| Aquidauanense | 2 - 0    | Dourados    | Noroeste       | 28 de marzo | 15:00    |          |
| Novo          | 0 - 6    | Águia Negra | Jacques da Luz | 1 de abril  | 15:00    |          |
| Equipo Libre: | Operário | Operário    | Operário       | Operário    | Operário | Operário |

| Dourados      | 6 - 0         | Novo          | Douradão      | 4 de abril    | 15:00         |               |
| Águia Negra   | 1 - 0         | Operário      | Ninho d'Águia | 5 de abril    | 15:00         |               |
| Equipo Libre: | Aquidauanense | Aquidauanense | Aquidauanense | Aquidauanense | Aquidauanense | Aquidauanense |

| Novo          | 0 - 3       | Aquidauanense | Morenão     | 7 de abril  | 15:00       |             |
| Operário      | 3 - 0       | Dourados      | Morenão     | 8 de abril  | 15:00       |             |
| Equipo Libre: | Águia Negra | Águia Negra   | Águia Negra | Águia Negra | Águia Negra | Águia Negra |

| Águia Negra   | 0 - 2 | Dourados | Ninho d'Águia | 11 de abril | 15:00 |      |
| Aquidauanense | 3 - 0 | Operário | Noroeste      | 12 de abril | 15:00 |      |
| Equipo Libre: | Novo  | Novo     | Novo          | Novo        | Novo  | Novo |

| Aquidauanense | 3 - 1    | Águia Negra | Noroeste | 15 de abril | 15:00    |          |
| Operário      | 3 - 0    | Novo        | Morenão  | 15 de abril | 15:00    |          |
| Equipo Libre: | Dourados | Dourados    | Dourados | Dourados    | Dourados | Dourados |

### Grupo B
| Pos. | Equipo        | Pts. | PJ | G | E | P | GF | GC | Dif. | Clasificación          |
| ---- | ------------- | ---- | -- | - | - | - | -- | -- | ---- | ---------------------- |
| 1    | Costa Rica    | 20   | 8  | 6 | 2 | 0 | 14 | 2  | +12  | Hexagonal final.       |
| 2    | Comercial     | 12   | 8  | 3 | 3 | 2 | 11 | 10 | +1   | Hexagonal final.       |
| 3    | União ABC     | 11   | 8  | 3 | 2 | 3 | 12 | 11 | +1   | Hexagonal final.       |
| 4    | SERC Chapadão | 10   | 8  | 3 | 1 | 4 | 13 | 14 | −1   |                        |
| 5    | Três Lagoas   | 3    | 8  | 1 | 0 | 7 | 9  | 22 | −13  | Descenso de categoría. |

Actualizado a los partidos jugados el 18 de abril de 2021.
 Fuente: 
Criterios de clasificación: 1) Puntos; 2) Partidos ganados; 3) Diferencia de gol; 4) Goles anotados; 5) Enfrentamiento directo entre los equipos en cuestión; 6) Segundo enfrentamiento.

#### Fixture
- La hora de cada encuentro corresponde al huso horario correspondiente al Estado de Mato Grosso del Sur (UTC-4).

| Comercial     | 1 - 1         | União ABC     | Morenão       | 28 de febrero | 15:00         |               |
| Costa Rica    | 3 - 0         | Três Lagoas   | Laertão       | 28 de febrero | 15:00         |               |
| Equipo Libre: | SERC Chapadão | SERC Chapadão | SERC Chapadão | SERC Chapadão | SERC Chapadão | SERC Chapadão |

| União ABC     | 1 - 1       | Costa Rica  | Jacques da Luz  | 7 de marzo  | 15:00       |             |
| SERC Chapadão | 1 - 1       | Comercial   | Estadio da SERC | 7 de marzo  | 15:00       |             |
| Equipo Libre: | Três Lagoas | Três Lagoas | Três Lagoas     | Três Lagoas | Três Lagoas | Três Lagoas |

| Costa Rica    | 3 - 0     | SERC Chapadão | Laertão    | 14 de marzo | 15:00     |           |
| Três Lagoas   | 1 - 4     | União ABC     | Madrugadão | 17 de marzo | 15:00     |           |
| Equipo Libre: | Comercial | Comercial     | Comercial  | Comercial   | Comercial | Comercial |

| Comercial     | 0 - 1     | Costa Rica  | Morenão         | 19 de marzo | 15:00     |           |
| SERC Chapadão | 3 - 0     | Três Lagoas | Estadio da SERC | 20 de marzo | 10:00     |           |
| Equipo Libre: | União ABC | União ABC   | União ABC       | União ABC   | União ABC | União ABC |

| União ABC     | 2 - 0      | SERC Chapadão | Morenão    | 30 de marzo | 15:00      |            |
| Três Lagoas   | 3 - 4      | Comercial     | Madrugadão | 8 de abril  | 9:00       |            |
| Equipo Libre: | Costa Rica | Costa Rica    | Costa Rica | Costa Rica  | Costa Rica | Costa Rica |

| Três Lagoas   | 0 - 1         | Costa Rica    | Madrugadão    | 11 de abril   | 9:00          |               |
| União ABC     | 0 - 1         | Comercial     | Morenão       | 11 de abril   | 15:00         |               |
| Equipo Libre: | SERC Chapadão | SERC Chapadão | SERC Chapadão | SERC Chapadão | SERC Chapadão | SERC Chapadão |

| Costa Rica    | 2 - 0       | União ABC     | Laertão     | 3 de abril  | 15:00       |             |
| Comercial     | 2 - 1       | SERC Chapadão | Morenão     | 4 de abril  | 15:00       |             |
| Equipo Libre: | Três Lagoas | Três Lagoas   | Três Lagoas | Três Lagoas | Três Lagoas | Três Lagoas |

| SERC Chapadão | 0 - 2     | Costa Rica  | Estadio da SERC | 7 de abril  | 15:00     |           |
| União ABC     | 2 - 1     | Três Lagoas | Morenão         | 16 de abril | 15:00     |           |
| Equipo Libre: | Comercial | Comercial   | Comercial       | Comercial   | Comercial | Comercial |

| Três Lagoas   | 2 - 4     | SERC Chapadão | Madrugadão | 13 de abril | 15:00     |           |
| Costa Rica    | 1 - 1     | Comercial     | Laertão    | 14 de abril | 15:00     |           |
| Equipo Libre: | União ABC | União ABC     | União ABC  | União ABC   | União ABC | União ABC |

| Comercial     | 1 - 2      | Três Lagoas | Morenão         | 18 de abril | 15:00      |            |
| SERC Chapadão | 4 - 2      | União ABC   | Estadio da SERC | 18 de abril | 15:00      |            |
| Equipo Libre: | Costa Rica | Costa Rica  | Costa Rica      | Costa Rica  | Costa Rica | Costa Rica |

## Hexagonal final

### Tabla de posiciones
| Pos. | Equipo         | Pts. | PJ | G | E | P | GF | GC | Dif. | Clasificación                                        |
| ---- | -------------- | ---- | -- | - | - | - | -- | -- | ---- | ---------------------------------------------------- |
| 1    | Costa Rica (C) | 25   | 10 | 8 | 1 | 1 | 21 | 4  | +17  | Copa de Brasil 2022, Copa Verde 2022 y Serie D 2022. |
| 2    | Dourados       | 20   | 10 | 6 | 2 | 2 | 14 | 9  | +5   |                                                      |
| 3    | Operário       | 17   | 10 | 5 | 2 | 3 | 16 | 14 | +2   |                                                      |
| 4    | Aquidauanense  | 10   | 10 | 3 | 1 | 6 | 12 | 12 | 0    |                                                      |
| 5    | Comercial      | 9    | 10 | 2 | 3 | 5 | 10 | 17 | −7   |                                                      |
| 6    | União ABC      | 4    | 10 | 1 | 1 | 8 | 7  | 24 | −17  |                                                      |

Actualizado a los partidos jugados el 23 de mayo de 2021.
 Fuente: 
Criterios de clasificación: 1) Puntos; 2) Partidos ganados; 3) Diferencia de gol; 4) Goles anotados; 5) Enfrentamiento directo entre los equipos en cuestión; 6) Segundo enfrentamiento.

### Fixture
- La hora de cada encuentro corresponde al huso horario correspondiente al Estado de Mato Grosso del Sur (UTC-4).

| Dourados      | 0 - 1 | Comercial  | Douradão | 21 de abril | 15:00 |
| Operário      | 2 - 1 | União ABC  | Morenão  | 21 de abril | 15:00 |
| Aquidauanense | 0 - 1 | Costa Rica | Noroeste | 21 de abril | 15:00 |

| União ABC  | 1 - 0 | Aquidauanense | Morenão | 24 de abril | 15:00 |
| Comercial  | 0 - 0 | Operário      | Morenão | 25 de abril | 15:00 |
| Costa Rica | 3 - 0 | Dourados      | Laertão | 25 de abril | 15:00 |

| Dourados  | 3 - 1 | Aquidauanense | Douradão | 28 de abril | 15:00 |
| Operário  | 1 - 0 | Costa Rica    | Morenão  | 28 de abril | 15:00 |
| Comercial | 4 - 1 | União ABC     | Morenão  | 29 de abril | 15:00 |

| Aquidauanense | 0 - 2 | Operário  | Noroeste | 1 de mayo | 15:00 |
| União ABC     | 0 - 2 | Dourados  | Morenão  | 2 de mayo | 15:00 |
| Costa Rica    | 3 - 1 | Comercial | Laertão  | 2 de mayo | 15:00 |

| Dourados  | 2 - 1 | Operário      | Douradão | 5 de mayo | 15:00 |
| Comercial | 0 - 3 | Aquidauanense | Morenão  | 6 de mayo | 15:00 |
| União ABC | 0 - 3 | Costa Rica    | Morenão  | 7 de mayo | 15:00 |

| União ABC  | 1 - 4 | Operário      | Morenão | 9 de mayo  | 15:00 |
| Comercial  | 0 - 1 | Dourados      | Morenão | 10 de mayo | 15:00 |
| Costa Rica | 2 - 1 | Aquidauanense | Laertão | 10 de mayo | 15:00 |

| Dourados      | 0 - 0 | Costa Rica | Douradão | 13 de mayo | 15:00 |
| Operário      | 1 - 1 | Comercial  | Morenão  | 13 de mayo | 15:00 |
| Aquidauanense | 3 - 0 | União ABC  | Noroeste | 14 de mayo | 15:00 |

| União ABC     | 2 - 2 | Comercial | Morenão  | 16 de mayo | 15:00 |
| Aquidauanense | 0 - 0 | Dourados  | Noroeste | 17 de mayo | 15:00 |
| Costa Rica    | 3 - 0 | Operário  | Laertão  | 17 de mayo | 15:00 |

| Dourados  | 2 - 1 | União ABC     | Douradão | 20 de mayo | 15:00 |
| Operário  | 3 - 2 | Aquidauanense | Morenão  | 20 de mayo | 15:00 |
| Comercial | 1 - 4 | Costa Rica    | Morenão  | 20 de mayo | 19:00 |

| Operário      | 2 - 4 | Dourados  | Morenão  | 23 de mayo | 15:00 |
| Aquidauanense | 2 - 0 | Comercial | Noroeste | 23 de mayo | 15:00 |
| Costa Rica    | 2 - 0 | União ABC | Laertão  | 23 de mayo | 15:00 |

| Bandera del estado de Mato Grosso del Sur |
| Campeón                                   |
| Costa Rica 1.° título                     |